# Procolobomatus kyphosus
Procolobomatus kyphosus is een eenoogkreeftjessoort uit de familie van de Philichthyidae. De wetenschappelijke naam van de soort is voor het eerst geldig gepubliceerd in 1970 door Sekerak.